# Берег (Лузький район)
Берег (рос. Берег) — присілок у Лузькому районі Ленінградської області Російської Федерації.
Населення становить 32 особи. Належить до муніципального утворення Заклинське сільське поселення.

## Історія
Згідно із законом від 28 вересня 2004 року № 65-оз належить до муніципального утворення Заклинське сільське поселення.

## Населення
| 1838 | 1862 | 1928 | 1958 | 1997 | 2007 | 2010 |
| ---- | ---- | ---- | ---- | ---- | ---- | ---- |
| 85   | ↘76  | ↗131 | ↘43  | ↘14  | ↗16  | ↗32  |